# Chroniken der Drei Reiche

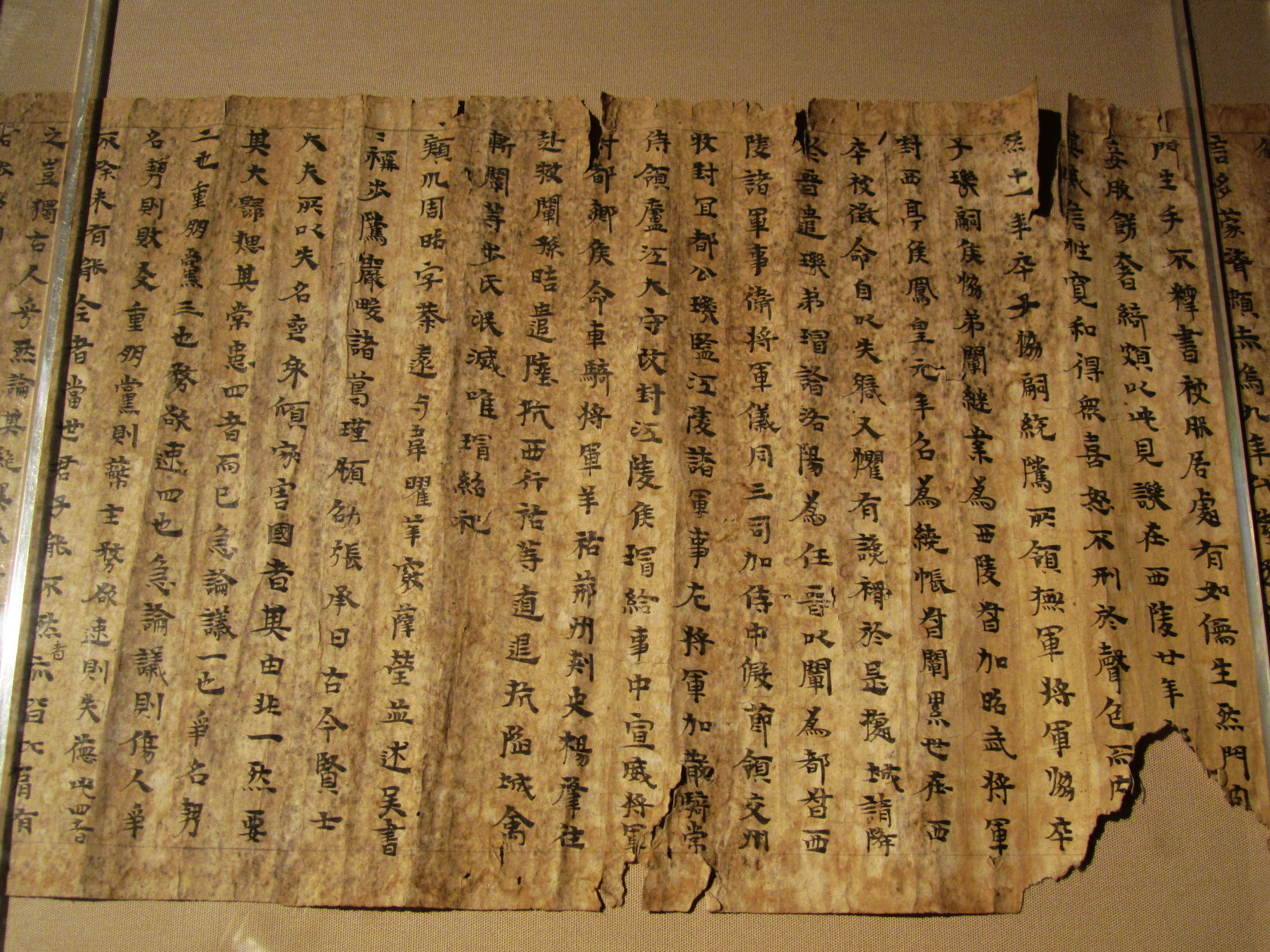
Fragment vom Buch Wu-Zhi (吳志) – Abschnitt „Kommentare des General Bu Zhi“ (步騭傳).

Die Chroniken der Drei Reiche (chinesisch 三國志 / 三国志, Pinyin Sānguó Zhì) – romanisierte Schreibweise: Sanguozhi – stellen eine offizielle Aufzeichnung der historischen Ereignisse im China der Zeit der Drei Reiche dar. Sie umfassen dabei den Zeitraum von 189 bis 280, beginnen also in der Endphase der Han-Dynastie, als die Reichsautorität mit dem Aufstand der Gelben Turbane zu bröckeln begann und die Kämpfe rivalisierender Warlords zur Entstehung dreier Reiche führte: Wei, Shu Han und Wu. Autor der Chroniken ist Chen Shou, der sie gegen Ende des 3. Jhs. verfasste. Durch die relative Zeitnähe stellen die Chroniken eine einzigartige Quelle für diese ereignisreiche Epoche dar. 
Die Chroniken gehören zum Kanon der 24 Dynastiegeschichten, von denen sie das vierte Werk bilden, wobei sie mit den Aufzeichnungen der Historiker, der Geschichte der Han-Dynastie und der Geschichte der späten Han-Dynastie zu den vier frühen Historiographien Chinas zu zählen ist. Die Chroniken bestehen aus 65 Bänden mit insgesamt rund 360.000 Wörtern und sind in drei Bücher gegliedert: Das Buch Wei (魏志,  Wèi Zhì) umfasst 30 Bände, das Buch Shu (蜀志,  Shǔ Zhì) 15 und das Buch Wu (吳志,  Wú Zhì) 20. Jeder Band hat dabei die Form einer Biographie einer wichtigen Gestalt dieser Zeit; die Länge des Bandes ist dabei abhängig von der Bedeutung der beschriebenen Person.
Chen Shou, ursprünglich in Diensten der Shu Han, wurde nach deren Fall von der Jin-Dynastie mit der Abfassung des Geschichtswerkes beauftragt. Er stützte sich dabei auf zum Teil bereits vorhandene Chroniken für die Reiche Wei und Wu, für Shu basieren die Chroniken dagegen weitgehend auf von Chen Shou selbst recherchierten Daten. Da die Jin-Dynastie ihre eigene Legitimation (das Mandat des Himmels) von den Herrschern des Wei-Reiches ableiteten, tauchen diese in den Chroniken mit der Kaisertitulatur auf, während die Shu-Herrscher als Fürsten dargestellt werden und die Wu-Herrscher lediglich mit ihren Namen, ohne Herrschertitel, beschrieben werden. 
Die Chroniken erfuhren später eine Reihe von Bearbeitungen. So fügte im 5. Jahrhundert Pei Songzhi Kommentare hinzu; seine Ergänzungen schloss er im Jahre 429 ab. Er korrigierte anhand ihm vorliegender Unterlagen einige Irrtümer, die Chen Shou unterlaufen waren und gab dem Werk, in dem manche Erzählabschnitte unverbunden nebeneinander standen, eine geschlossenere Form.
Gerade die Zeit der Drei Reiche wurde in der Überlieferung bald derart durch zahlreiche Legenden, Ausschmückungen und Heldengeschichten überwuchert, dass der historische Kern der Ereignisse dahinter zum Teil kaum noch erkennbar war. Am bekanntesten wurde „Die Geschichte der Drei Reiche“, ein von Luo Guanzhong verfasster, populärer Roman aus dem 14. Jahrhundert, der das spätere Bild für diese Epoche entscheidend mitgeprägt hat. Die Chroniken fallen dagegen durch ihre Nüchternheit auf, mit der sie die Fakten aneinanderreihen, wodurch sie eine gewisse Ähnlichkeit mit den mittelalterlichen Chroniken Europas erhalten. Für die Kenntnis der Ereignisgeschichte sind die Chroniken daher eine erstklassige Quelle, sie verraten aber wenig über soziale und wirtschaftliche Hintergründe oder politische Institutionen. Das genaue Maß an dichterischer Freiheit, wie sie von allen Historikern der damaligen Zeit ausgeübt wurde, lässt sich bei den Chroniken kaum sicher ermitteln. Ebenso wie bei europäischen Historikern der Antike und des Mittelalters findet man etwa auch bei Chen Shou Feldherren, die, auch mitten im Kampfgeschehen, heroische Reden halten, deren Historizität oder gar Wortlaut in dieser Form kaum belegbar ist. Außerdem hat der Autor offensichtlich Rücksichten auf die Wünsche seiner Auftraggeber nehmen müssen und war zugleich durch seine Herkunft aus dem Reich Shu Han beeinflusst. Insgesamt gilt das Werk dennoch als einigermaßen zuverlässig und bietet einen guten Einblick in die Epoche.